# Бачурин, Александр Васильевич
Алекса́ндр Васи́льевич Бачу́рин — советский хозяйственный, государственный и политический деятель, доктор экономических наук, профессор Российской академии государственной службы при Президенте РФ.
В 1946—2005 гг. — ответственный работник в аппарате Министерства финансов СССР, научно-исследовательский работник в Научно-исследовательском финансовом институте, руководящий работник Госэкономсовета СССР и Госплана СССР, заместитель председателя Госплана СССР, профессор, профессор-консультант Российской академии государственной службы при Президенте РФ.

## Биография
Родился в 1914 году в селе Садовое. Член ВКП(б) с 1942 года.
В 1937 году окончил Ленинградский финансово-экономический институт и был принят на работу в наркомат финансов СССР.
Участник Великой Отечественной войны
В 1947 защитил диссертацию на соискание степени кандидата экономических наук.
В 1950 году перешёл из Минфина в научно-исследовательский финансовый институт.
С 1960 года работал в Госплане СССР заведующим отделом финансов и денежного обращения, в 1965 году стал заместителем председателя Госплана. Возглавлял созданную 24 ноября 1965 года Междуведомственную комиссия при Госплане СССР по вопросам перевода предприятий на новые условия планирования и экономического стимулирования.
В 1970-е годы читал лекции по совместительству в Академии общественных наук при ЦК КПСС, после выхода на пенсию остался в ней профессором.
Умер в Москве после 2005 года.

## Сочинения
- Прибыль и налог с оборота в СССР — М., 1955.
- Экономическое содержание бюджета при социализме — М., 1957.
- Финансы и кредит СССР. — Москва : Госфиниздат, 1958. — 339 с.
- План, хозрасчёт, стимулы — М., 1966.
- Планово-экономические методы управления. — 2-е изд., перераб. и доп. — М.: Экономика, 1977. — 415 с.
- Интенсификация и эффективность. — М.: Экономика, 1985. — 264 с.
- Экономические методы в системе управления. — М.: Мысль, 1988. — 109,[2] с. — (Актуал. пробл. марксистско-ленинской теории) — ISBN 5-244-00342-9
- Коренная перестройка методов хозяйствования. — М.: Экономика, 1989. — 221,[2] с. — (Радикал. экон. реформа) — ISBN 5-282-00492-5
- Рынок в СССР : становление, регулирование. — Москва : Экономика, 1991. — 318 с. — ISBN 5-282-01282-0.
- Рынок и подъем экономики России. — М.: Изд-во Рос. акад. гос. службы, 1996. — 252 с.
- Преимущества подъема экономики стран СНГ на базе общего рынка. — М.: Изд-во Рос. акад. гос. службы, 1997. — 271 с.
- Экономический кризис в России: причины и уроки. — М.: Изд-во РАГС, 2000. — 115, [1] с. : табл.